# Кречётка
Кречётка, или степная пигалица (лат. Vanellus gregarius) — вид птиц из семейства ржанковых. Включена в Красные книги Саратовской и Оренбургской областей.

## Распространение
Обитает в открытых лугах России и Казахстана. Мигрируют на юг через Киргизию, Таджикистан, Узбекистан, Туркменистан, Армению, Ирак, Иран, Саудовскую Аравию, Сирию и Турцию в Израиль,  Эфиопию, Судан и на северо-запад Индии. Зимует в Пакистане, Шри-Ланке и Омане. Редко залетает в Западную Европу, где чаще встречается чибис.

## Гнездование

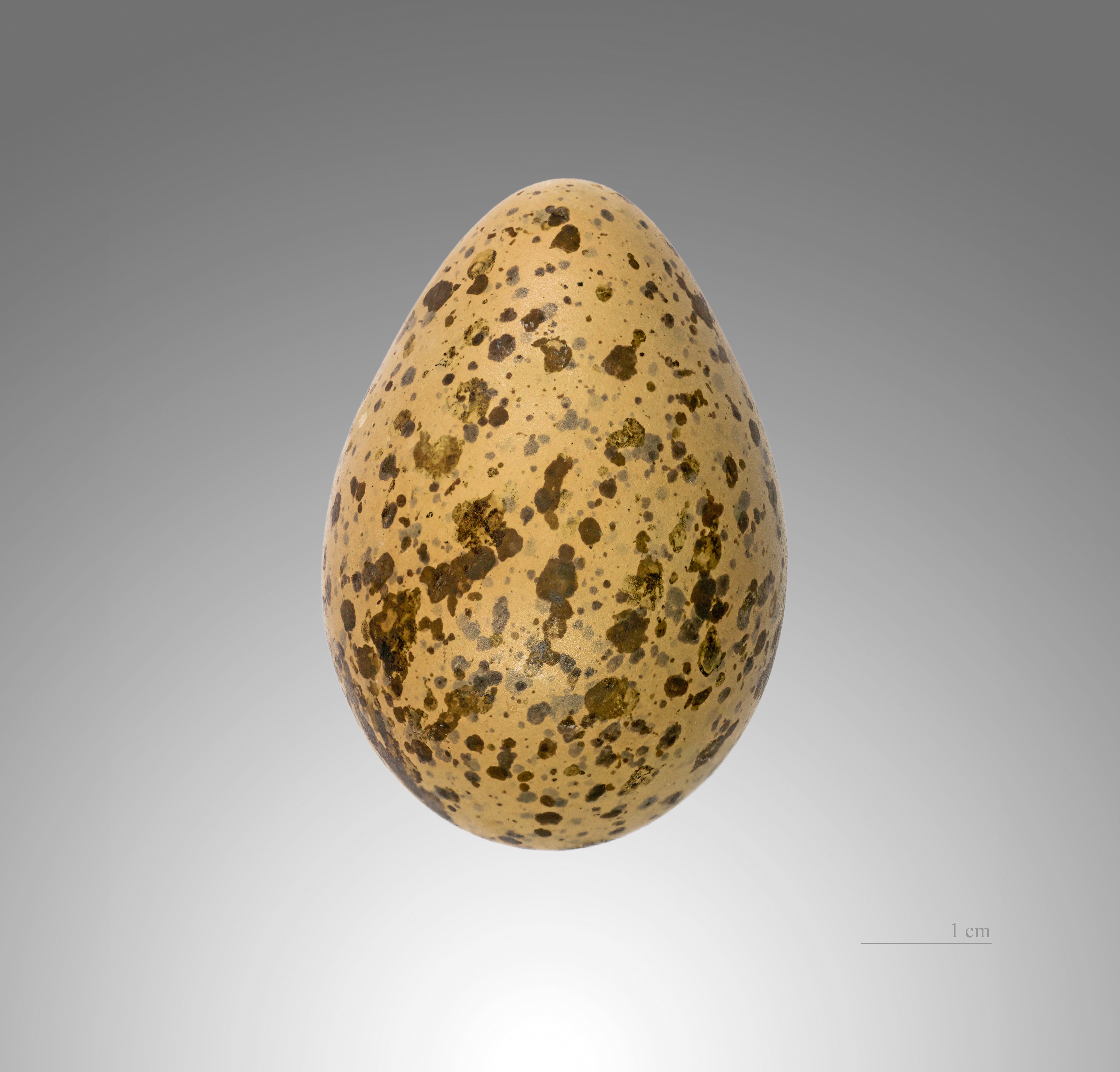
Vanellus gregarius

Гнездится группами, часто вместе с другими ржанковыми, соседние гнезда расположены не ближе 20—30 м друг от друга. В гнездо, расположенное на земле, самка откладывает 3—5 яиц.

## Экология
Питается насекомыми и другими мелкими животными, охотясь на них на лугах и пашнях.